# Astephaninae
Astephaninae là danh pháp khoa học của một phân tông thực vật có hoa trong tông Asclepiadeae thuộc phân họ Asclepiadoideae của họ Apocynaceae.

## Phân loại
Phân tông này gồm 3 chi như sau:
- Astephanus
- Microloma (gồm cả Haemax)
- Oncinema (gồm cả Glossostephanus)